# كيفن باركر (لاعب كرة قاعدة)
كيفن باركر (بالإنجليزية: Kevin Barker)‏ هو لاعب كرة قاعدة أمريكي، ولد في 26 يوليو 1975 في بريستول في الولايات المتحدة.

## وصلات خارجية
- كيفن باركر على موقع دوري كرة القاعدة الرئيسي (الإنجليزية)
- كيفن باركر على موقعبيزبول رفرنس.كوم (الدوري الرئيسي) (الإنجليزية)
- كيفن باركر على موقعبيزبول رفرنس.كوم (الدوري الثانوي) (الإنجليزية)
- كيفن باركر على موقع إي إس بي إن.كوم (أم.أل.بي) (الإنجليزية)
- كيفن باركر على موقع مشجعي الرسوم البيانية (الإنجليزية)